# Lilla Klockarhyttesjön
Lilla Klockarhyttesjön är en sjö i Örebro kommun i Närke och ingår i Norrströms huvudavrinningsområde.